# تل بریخون
تل بریخون مربوط به سده‌ها میانی دوران‌های تاریخی پس از اسلام است و در شهرستان قیروکارزین، بخش مرکزی، دهستان مبارک‌آباد، ۴۰۰ متری شمال روستای بریخون، کناره جاده آسفالته و غرب کارخانه سیمان واقع شده و با شمارهٔ ثبت ۲۶۶۵۷ به‌عنوان یکی از آثار ملی ایران به ثبت رسیده است.